# Vendin-le-Vieil
Vendin-le-Vieil – miejscowość i gmina we Francji, w regionie Hauts-de-France, w departamencie Pas-de-Calais.
Według danych na rok 1990 gminę zamieszkiwało 6938 osób, a gęstość zaludnienia wynosiła 650 osób/km² (wśród 1549 gmin regionu Nord-Pas-de-Calais Vendin-le-Vieil plasuje się na 128. miejscu pod względem liczby ludności, natomiast pod względem powierzchni na miejscu 285.).